# قوانین (ترانه دوجا کت)
«قوانین» (به انگلیسی: Rules) ترانه‌ای رپر و خواننده آمریکایی دوجا کت می‌باشد که در ۲۴ اکتبر ۲۰۱۹ به‌عنوان سومین تک‌آهنگ آلبوم استودیویی وی هات پینک (۲۰۱۹) منتشر شد. این ترانه توسط دوجا کت، یتی بیتس، لیدیا اسرت، آپ‌تاون ای‌پی در آر سیتی نوشته و توسط سلام رمی، تایسون تراکس و بن بیلیونز تهیه شد. قوانین خیلی زود پس از انتشار در توئیتر محبوب شد و اجرای دوجا کت تحت تأثیر کندریک لامار قرار گرفت.